# Hees (Bilzen-Hoeselt)
Hees is een dorp in de Belgische provincie Limburg en een deelgemeente van de stad Bilzen-Hoeselt, het was een zelfstandige gemeente tot aan de gemeentelijke herindeling van 1977.
Hees was steeds een typisch Haspengouws landbouwdorp en evolueerde in de laatste decennia van de 20e eeuw tot een woonplaats van pendelaars, waaronder veel Nederlanders.

## Etymologie
De eerste vermelding van Hees dateert van 965 als Hesi, hetgeen verwijst naar het Germaanse heisa of hasja, wat kreupelhout betekent.

## Geschiedenis
Hees werd doorsneden door de heerbaan van Tongeren naar Nijmegen. Er werden dan ook diverse vondsten uit de Romeinse tijd gedaan, zoals resten van een Romeinse villa, enkele tumuli en aardewerk uit het begin van de 2e eeuw.
Hees behoorde reeds vroeg tot de elf banken van Sint-Servaas. In de 14e en 15e eeuw waren de hertogen van Brabant beschermheren van het dorp. In 1785 werd Hees aan de Republiek der Zeven Verenigde Nederlanden toegewezen. Juridisch viel Hees volledig onder de rechtsmacht van de schepenbank van Vlijtingen, een van de Elf banken van Sint-Servaas. Het was een afzonderlijke gemeente met twee eigen jaarlijks verkozen burgemeesters. Op kerkelijk gebied was er een kapel in Hees, die tot 1842 onderhorig was aan de parochie van Vlijtingen en daarna verheven werd tot zelfstandige parochie.
Vanwege de nabijheid tot Maastricht kreeg Hees in de 16e, 17e en 18e eeuw te maken met plunderende troepen, maar reeds in 1524 waren er plunderingen door Gelderse troepen tijdens de Gelderse Oorlogen. In 1623 brak een pestepidemie uit en in 1821 woedde een grote dorpsbrand die zich kon uitbreiden omdat vele huizen met stro gedekt waren. Eén derde deel van de huizen werd daarbij verwoest.
Hees werd op 15 mei 1940 bezet door het Duitse leger en bevrijd op 6 september 1944. Er staat een ereperk op de gemeentelijke begraafplaats van Hees.
Hees werd in 1970 toegevoegd aan de gemeente Mopertingen, die op haar beurt in 1977 fuseerde met de stad Bilzen.

## Demografische ontwikkeling
- Bronnen:NIS, Opm:1831 tot en met 1970=volkstellingen; 1976 = inwoneraantal op 31 december

## Bezienswaardigheden
- Van de oude Sint-Quintinuskerk is slechts de 14e-eeuwse toren behouden gebleven, benevens enkele muurresten van de neogotische kerk uit 1842
- De omgeving van de voormalige dorpskerk met onder meer de pastorij uit 1850 en het voormalige gemeentehuis is sinds 1996 beschermd als dorpsgezicht
- De Nieuwe Sint-Quintinuskerk is een modernistisch bouwwerk uit 1966
- In de dorpskern liggen enkele vierkantshoeven uit de 18e eeuw

## Foto's

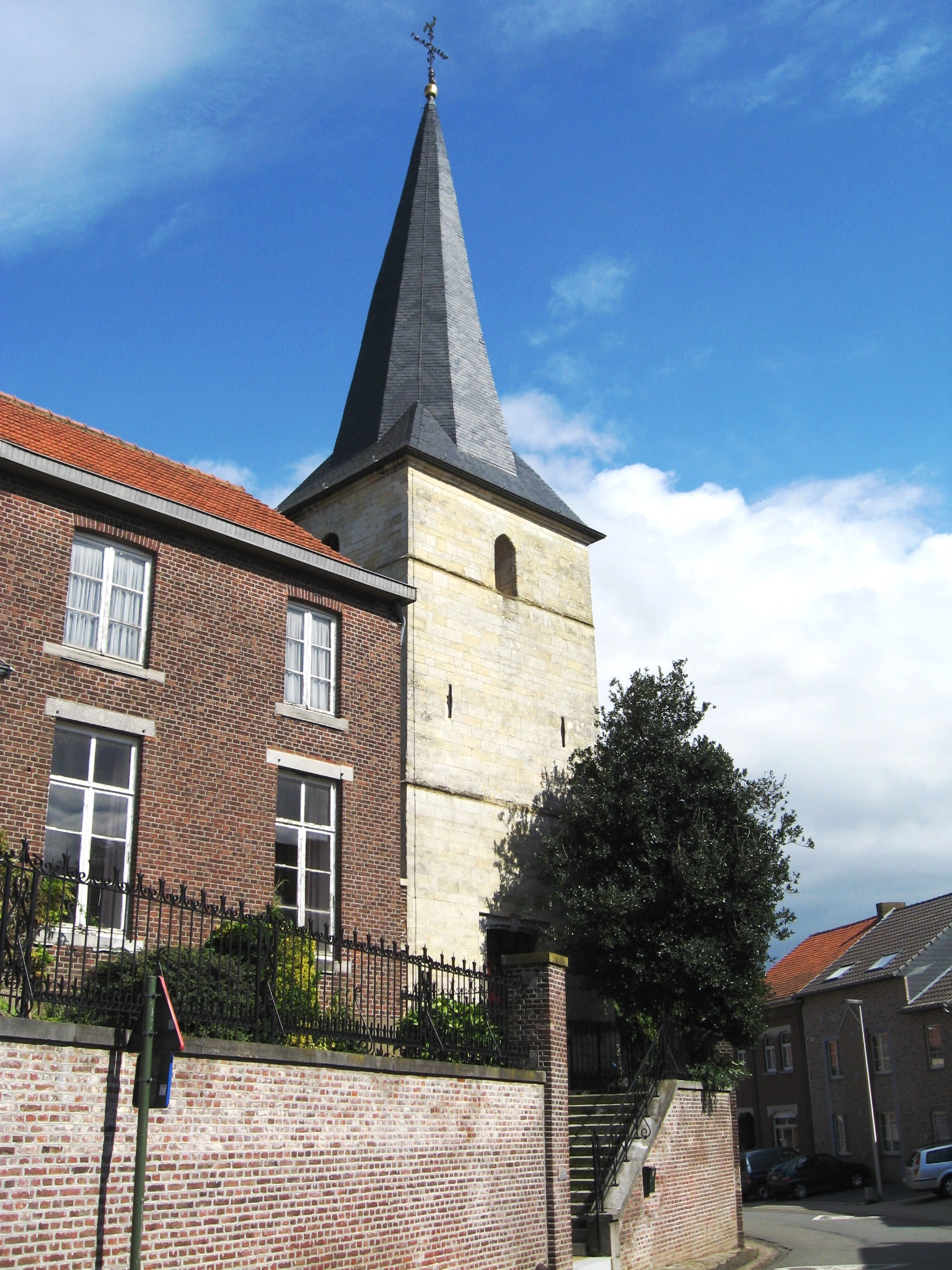
De gotische toren van de voormalige Sint-Quintinuskerk
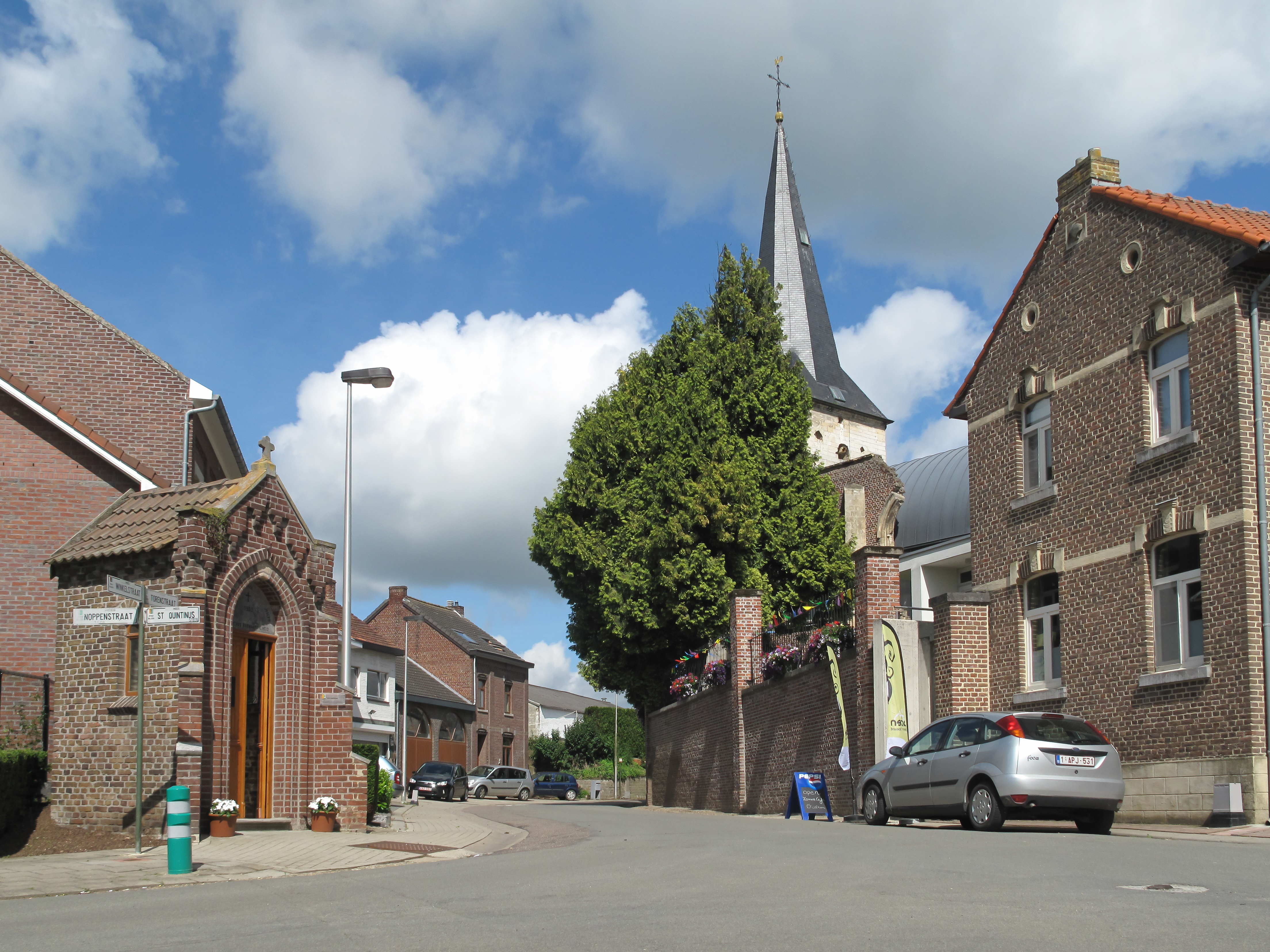
De toren van de voormalige de Sint-Quintinuskerk in straatgezicht
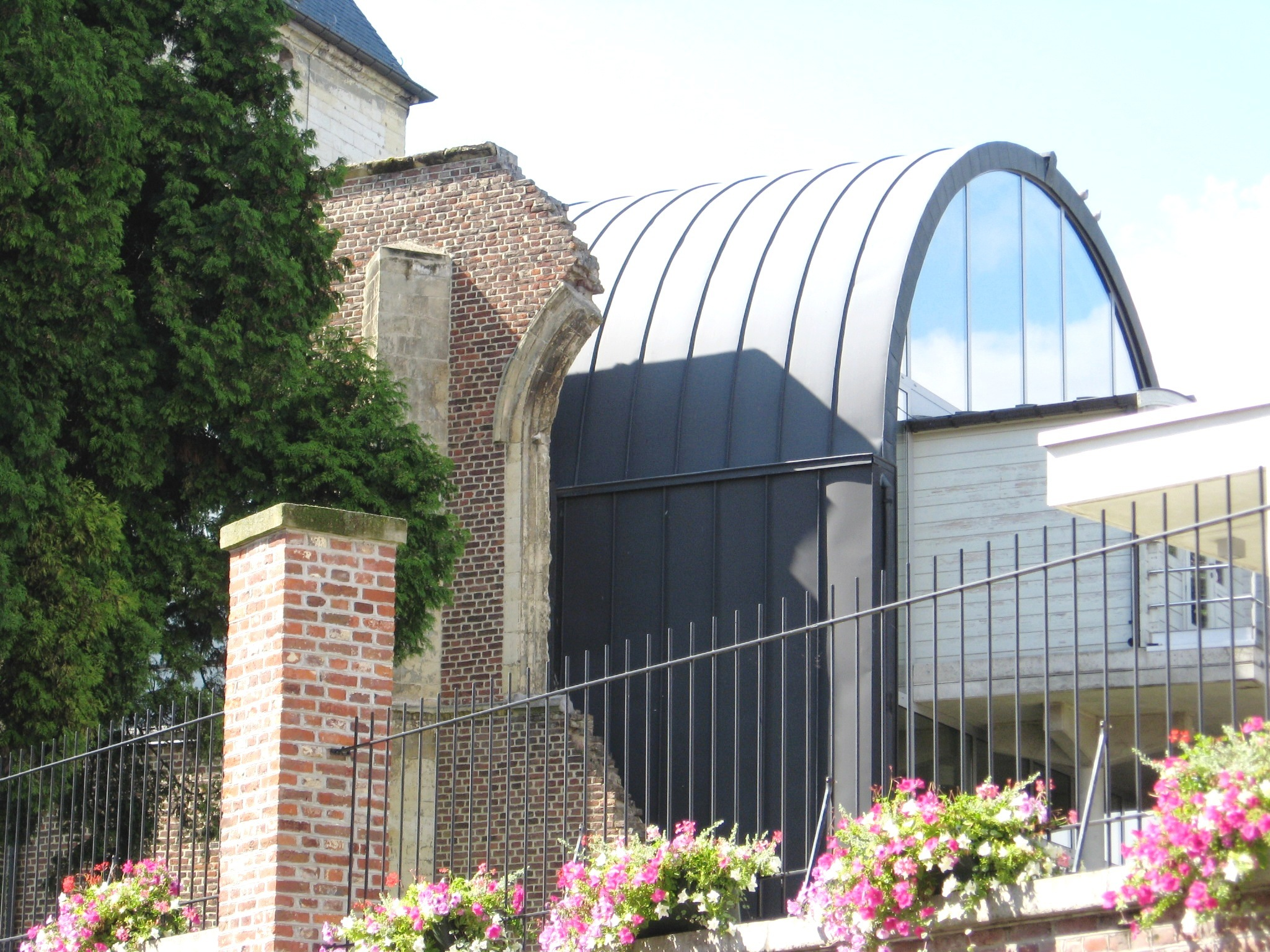
Fietskluizen op de puinhoop van de voormalige kerk

## Natuur en landschap
Hees ligt in droog-Haspengouw op een hoogte van 74 tot 96 meter. De vruchtbare lössgrond wordt gebruikt voor de landbouw. Ten zuiden van Hees loopt de Wijerkensbeek in oostelijke richting, om in het Albertkanaal uit te monden.

## Nabijgelegen kernen
Rosmeer, Vlijtingen, Lafelt, Kesselt, Veldwezelt, Mopertingen